# Joseph-Charles Valette
Pour les articles homonymes, voir Valette.
Joseph-Charles Valette ou Charles Valette (1813 - 1888), est un peintre tarnais du XIXe siècle.

## Biographie
Né le 26 janvier 1813 à Castres, Joseph-Charles Valette est le fils d'un dessinateur de Toulouse, Jean Valette. Il étudie auprès l'élève de Paul Delaroche, puis devient professeur de dessin dans plusieurs écoles de Castres. Il forme après lui Jean-François Batut. Il fait aussi partie de la Société littéraire et scientifique de Castres et intervenait sur les thèmes de l'art et de l'esthétique.
Il fut présent au salon de peinture et de sculpture à partir de 1859 et pendant dix ans, et remporta une dizaine de médailles dans les salons de province. Utilisant fusain et mine de plomb, il créait peintures, dessins et aquarelles. Il aimait réaliser des paysages hors de son atelier. Il mourut à Castres le 17 avril 1888. Il repose au cimetière Saint-Roch de Castres.
Ses oeuvres sont exposés en différents musées et lors d'expositions.

## Œuvres connues
- 1850 : Thérésa Milanollo (estampe, 32 x 24 cm)
- 1851 : Vallée du Lot aux environs de Vers (huile sur toile, 24 x 32, musée Henri-Martin)
- 1853 : Scène de rue en Afrique du Nord (huile sur toile, 28 x 23)